# Ureteroileostomía tipo Bricker
La ureteroileostomía cutánea tipo Bricker es una intervención quirúrgica en la que los uréteres son abocados a una porción intestinal de íleon previamente aislada que posteriormente se exterioriza a la pared abdominal creándose la ileostomía. 